# 10149 Cavagna
10149 Cavagna هو كويكب، يقع ضمن حزام الكويكبات. اكتشف في 3 أغسطس 1994. وقد اكتشفه ماورا تومبيلي.

## روابط خارجية
- 10149 Cavagna في قاعدة بيانات مختبر الدفع النفاث لأجرام النظام الشمسي الصغيرة

- الاكتشاف · مخطط المدار ·  العناصر المدارية · المعلمات المادية

- 10149 Cavagna على موقع ويكي سكاي: DSS2, SDSS, GALEX, IRAS, Hydrogen α, X-Ray, Astrophoto, Sky Map, Articles and images